# Chrysopogon pseudozeylanicus
Chrysopogon pseudozeylanicus är en gräsart som beskrevs av K.G.Bhat och Nagendran. Chrysopogon pseudozeylanicus ingår i släktet Chrysopogon och familjen gräs. Inga underarter finns listade i Catalogue of Life.